# Lopsang Balmaceda
Lopsang Gabriel Balmaceda Naranjo (San José, 24 de enero de 1996) es un futbolista costarricense que se desempeña como delantero y actualmente milita en el Club Sport Uruguay de Coronado de la Segunda División de Costa Rica.

## Trayectoria
Debutó en la Primera División con la Universidad de Costa Rica el 22 de agosto de 2014 en un partido frente a AS Puma Generaleña donde los académicos se impusieron 3-1. Balmaceda sustituyó a Jonathan Sibaja al 78'.

## Clubes
| Club                      | País       | Año               |
| ------------------------- | ---------- | ----------------- |
| Universidad de Costa Rica | Costa Rica | 2014 - 2018       |
| Municipal Grecia          | Costa Rica | 2018 - Actualidad |